# نیکورمات
نیکورمات (به انگلیسی: Nikkormat) یک دوربین عکاسی تک‌لنزی بازتابی ۳۵ میلی‌متری ساخت شرکت نیکون است.